# منسوجات بی‌بافت
منسوجات بی بافت گونه‌ای از پارچه است که بدون بافت تولید می‌شود بدین شکل که الیاف در هم آمیخته شده و بر روی آن‌ها عملیات اتصال انجام می‌شود. در حال حاضر ۳۰٪ از منسوجات جهان بی بافت می‌باشد و روز به روز به تعداد آن‌ها اضافه می‌شود. رایج‌ترین گونه این منسوجات نمد است. ماسک‌ها، پادری‌ها، ایزوگام، انواع عایق‌ها، کاغذهای دیواری و … انواعی از منسوجات بی بافت هستند.
منسوجات بی بافت (NON-WOVEN) منسوجاتی هستند که مستقیماً از الیاف جدا از هم به وجود می‌آیند. به این صورت که الیاف به صورت‌های مختلف در کنار هم قرار گرفته و بوسایل مختلف از جمله سوزن زنی (NEEDLING MACHINE)، حرارتی (TERMOBONDING) یا با استفاده از چسب یا بایندر (CHEMICAL BONDING) به یکدیگر اتصال یافته و تولید یک سطح کامل به صورت پارچه می‌نماید.
منسوجات بی بافت امروزه در پروژه‌های عمرانی و کارهای پزشکی بیشترین کاربرد را دارد. امروزه به عنوان تصفیه کننده خون در دستگاه‌های کلیه و قلب مصنوعی و نیز به عنوان پوشش‌های پانسمان پیشرفته کاربرد دارند.
منسوجات بی بافت که نام علمی آن Nonwoven fabrics است امروزه کاربردهای وسیعی پیدا کرده‌اند و روزانه به تعداد محصولات این صنعت افزوده می‌شود. مهم‌ترین کاربرد این صنعت در بهداشت و درمان است که لباس‌های بیمارستانی، پدها، ست‌های جراحی، چسب زخم‌ها، باند و گاز و … را شامل می‌گردد. پارچه بی بافت، موکت‌ها، کاغذ، دستمال کاغذی، انواع دیوارپوش‌ها و عایق‌ها نظیر ایزوگام، پارچه‌های اسپن باند، پدهای بهداشتی، قسمت جاذب پوشک بچه و…. از دیگر محصولات صنعت بی بافت به‌شمار می‌آیند. منسوجات بی بافت تقریباً در همه صنایع و اصناف استفاده‌های منحصر به فردی را دارند. از جمله پر مصرف‌ترین صنایع می‌توان به صنعت تبلیغات و بسته‌بندی، کشاورزی، بهداشتی و آرایشی، راه‌سازی و صنعت ساختمان اشاره کرد. برای نمونه امروزه ساک دستی‌های پارچه ای یکی از بزرگترین مصرف‌کنندگان پارچه‌های اسپن باند بعد از صنعت تولید لباس‌های بیمارستانی است. تولید با حجم و سرعت بالا، قیمت بسیار نازل، بازیافت آسان و طیف وسیع محصولات قابل تولید با این منسوجات از دلایل محبوبیت روزافزون این ابداع بشر است. به‌طور خلاصه منسوجات بی بافت حاصل در هم تنیدگی (Bonding) الیاف مختلف و ایجاد بستر یا همان منسوج می‌باشند. در این صنعت از تار و پود خبری نیست. این اتصال و درهم تنیدگی الیاف توسط فشار، حرارت، ضبه یا مواد شیمیایی انجام می‌شود که هریک از این روش‌ها، محصول با خواص متفاوتی را به دست می‌دهند. صنعت منسوجات بی بافت روز به روز در حال توسعه و گسترش است، خوشبختانه در ایران نیز این صنعت رشد چشمگیری داشته‌است، به گونه ای که در سال‌های اخیر شاهد رشد خط تولید اسپن باند و سایر منسوجات بی بافت در جای‌جای کشورمان بوده‌ایم.

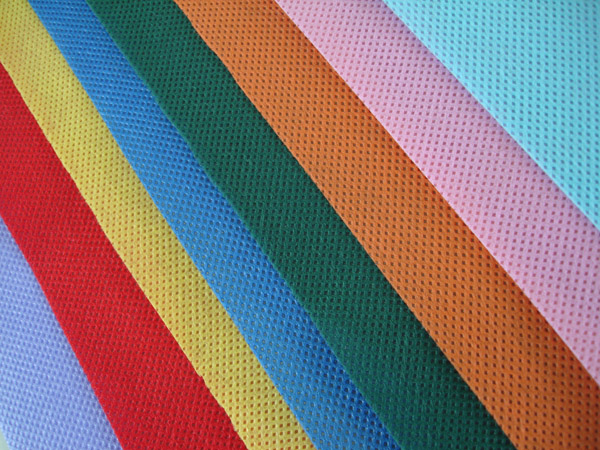
اسپن باند (نوعی منسوج نبافته)

تعریف منسوجات بی بافت و روش‌های تولید آن:
منسوجات بی بافت از یک لایه یا تار عنکبوتی تشکیل شده و از الیاف منقطع یا فیلامنتی می‌باشد پس از تشکیل لایه لازم است به روشی مناسب میان الیاف تشکیل دهنده لایه پیوند ایجاد گردد؛ بنابراین می‌توان مراحل تشکیل منسوجات بی بافت را به سه مرحله تقسیم کرد:
در مرحله اول لایه از مواد خام (الیاف کوتاه یا فیلامنتی) تشکیل می‌شود و سپس فرایند ایجاد اتصال در لایه انجام گرفته و در نهایت پیچیده می‌شود.
تشکیل تار عنکبوتی با لایه می‌تواند در یک فرایند خشک یا مرطوب انجام شود یا اینکه در مورد فیلامنت‌ها به‌طور مستقیم پس از ذوب ریسی این عمل صورت گیرد.
ایجاد اتصال در لایه‌ها می‌تواند به صورت مکانیکی (سوزن زنی)، حرارتی (ترمو باندیگ)، شیمیایی (بوسیله مواد اتصال دهنده) یا هیدرودینامیکی (در گیر سازی به وسیلهٔ آب که فرایند اسپن لیث معروف است) انجام می‌شود.
_قابل ذکر است که در فرایند شیمیایی از یک لایه چسب یا لاتکس استفاده می‌شود_
مواد خام مصرفی برای تولیدات منسوجات بی بافت:
الیاف مصرفی برای این تولیدات را می‌توان به سه دسته تقسیم کرد:
۱: الیاف طبیعی مانند پنبه کتان و غیره
۲:الیاف مصنوعی از جمله الیاف منقطع یا فیلامنتی ترموپلاستیک
الیاف دیگر مانند شیشه، فلزی و غیره
مواد خام دیگر شامل خمیر چوب، گرانول‌ها، پودر مواد فوق جاذب، مواد تکمیلی و غیره می‌باشد؛ که در این میان تنها خمیر چوب با توجه به بالا بودن میزان مصرف آن از اهمیت برخوردار است.
الیاف پلی پروپلین بیشترین مصرف را در این نوع تولیدات دارند و از انواع الیاف منقطع و فیلامنتی دیگر نظیر پلی آکریلونیترل و پلی آمیر و الیاف دو جزئی و غیره نیز استفاده می‌شود.
بعد از پلی پروپیلن الیاف پلی اتیلن ترفتالات (پلی استر) بیشترین مصرف را در این منسوجات دارد.
همچنین ویسکونر به میزان قابل ملاحظه ایی در تولید منسوجات بی بافت استفاده می‌شود.

## فرایند تولید منسوجات بی بافت
مراحل تولید منسوجات بی بافت در سه مرحله اصلی انجام میگرد که در زیر به این مراحل اشاره کرده‌ایم:
در مرحله اول لایه ای از رشته‌های الیاف یا فلامنت از مواد اولیه ای نظیر پلی استر و پلی پروپیلن تشکیل می‌شود، سپس فلامنتها با استفاده از روش‌های خاص به یکدیگر متصل می‌گردد.
در نهایت شبکه ای منظم به صورت تار عنکبوت از فلامنت‌های متصل ایجاد شده که تشکیل یک لایه منسوج نبافته را می‌دهند.

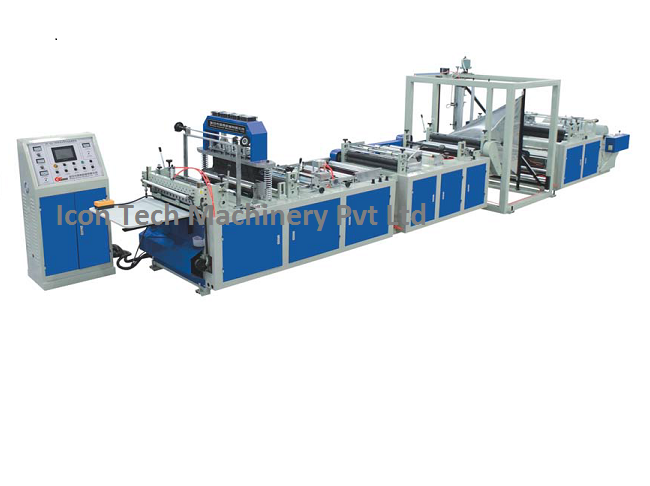
خط تولید منسوج نبافته

از آنجائیکه در این صنعت تشکیل منسوج یا پارچه، بدون استفاده از نخ‌های ریسیده شده صورت می‌گیرد و تابع سیستم‌های بافت متداول روی ماشین‌های بافندگی (به‌صورت تار و پود) نیست، بنا به روش‌های شکل‌گیری لایه و اتصال دهی الیاف بهم به گروه‌های زیر تقسیم می‌شود:
فرایند شکل‌گیری لایی:
1. تر ریزی
2. خشک ریزی
3. هوا ریزی

فرایند اتصال دهی:
1. روش مکانیکی (سوزن زنی)
2. روش حرارتی حرارتی (ترمو باندیگ)
3. روش شیمیایی (بوسیله مواد اتصال دهنده)
4. روش هیدروداینامیکی (درگیر سازی به وسیلهٔ آب) که آن را اسپن لس می‌نامند

منسوجات بی بافت اسپن لس به لحاظ شکل‌گیری لایه اولیه از گروه سیستم خشک ریزی می‌باشد که توسط دستگاه‌های کاردینگ صورت می‌گیرد که تا سال ۲۰۰۵ حدود ۹۰٪ کل منسوجات بی بافت در دنیا به این روش تولید می‌شدند و به لحاظ اتصال دهی و در هم رفتن الیاف به روش مکانیکی صورت می‌گیرد. روش مکانیکی به‌طور عمده به ۲ دسته تقسیم می‌شوند (در اتصال مکانیکی روش‌های دیگری هم هست چون کاربرد عمده ای ندارد بدان اشاره نمی‌شود)

### روش سوزنی (needle punching)
در روش سوزنی یا needle-punching با استفاده از سوزن‌های خاص و ماشین مخصوص، الیاف در هم می‌روند و تشکیل یک‌لایی متراکم نمدی شکل را می‌دهند که در این روش تولید منسوج بی بافت با گرماژ پایین محدودیت دارد..

### روش آب گره (Hydro entanglement)
در روش Hydro-entanglementبا استفاده از آب با فشار بالا در حدود 100-200 Bar پس از عبور از نازل مخصوص به صورت میله‌های سوزنی درآمده و بر روی الیاف اعمال می‌شود و الیاف پس از در هم رفتگی تشکیل یک لایه نمدی شکل نازک را می‌دهد. این نوع منسوج نبافته با نام تجاری اسپن لس معروف است.
امتیازات اسپن لس (SPUNLACE):
- توانایی جذب رطوبت بالا
- نرمی و انعطاف
- عدم استفاده از مواد خارجی یا شیمیایی
- مقاومت کششی بالا در دو جهت طولی و عرضی
- طیف وسیع تولیدات[۲]

## کاربردهای منسوجات بی بافت
کاربردهای مهم منسوجات بی بافت عبارتند از:
بهداشتی، پزشکی.
دستمال ضدعفونی شده، کالاهای خانگی
لباس، پارچه‌ای مصرفی در تزیینات منزل ومصارف صنعتی و فنی آن‌ها شامل موارد زیر است:
عایق کاری، فیلتراسیون، مهندسی عمران، راهسازی، کشاورزی و صنعت اتومبیل
یک منسوج بی بافت را باید طوری طراحی کرد که هم از لحاظ ویژگی‌های رفتاری کاملاً متناسب با مصرف نهایی آن باشد.
انتخاب مواد خام و خواص لیف یک فاکتور اساسی در تعیین خواص نهایی منسوجات بی بافت است.
مهمترین کاربرد این منسوجات در کفپوش‌ها می‌باشد و در موکت و فرش ماشینی (به عنوان لایه میانی) کاربرد فراوانی دارد.
جالب است بدانید بسیاری از ملزومات پزشکی شامل انواع لباسها، ماسک‌ها، ملحفه‌ها، پدهای جراحی، زیراندازها و بسیاری از کالاهای مورد مصرف در منازل شامل دستمالها، کاورهای لباس، کاورهای توالت فرنگی، ساک‌های فانتزی و انواع کالاهای مورد مصرف در صنعت شامل انواع فیلترها، پاک کننده‌های پارچه ای، روکش‌های صنعتی و انواع محصولات آرایشی و بهداشتی مانند دستمال‌های مرطوب و … همه و همه از منسوجات بی بافت تولید می‌شوند. به‌طور کلی این کاربردها به سه دسته مصارف صنعتی، مصارف بهداشتی و مصارف پزشکی تقسیم می‌شوند.